# Шакарім Кудайбердієв
Шакарім Кудайбердієв (каз. Шәкәрім Құдайбердіұлы; нар. 11 липня 1858, Семипалатинська область, Російська імперія — пом. 2 жовтня 1931) — казахський поет, письменник, перекладач, композитор, історик і філософ, племінник відомого казахський поета Абая Кунанбаєва.

## Життєпис
Займався політикою, був обраний у волосні правителі. Серйозною творчістю почав займатися тільки після сорока років з 1898 року. За певною системою став вивчати західну і східну літературу, познайомився зі спадщиною таких поетів і мислителів Сходу як Фізулі, Навої, а також з творами Байрона, О. С. Пушкіна, Л. М. Толстого. Самостійно опанував арабську, перську, турецьку, російську мови. У 1903 році він був прийнятий членом Західно-Сибірського відділення Імператорського російського географічного товариства.
У 1906 році здійснив хадж до Мекки, відвідав Міср (суч. Єгипет), Стамбул; працював у бібліотеках, пересилаючи поштою до Семипалатинську придбані ним книги. Останній період його життя збігся з революцією 1905—1907 рр., Столипінської реакцією, першою світовою війною, національно-визвольним рухом 1916 року в Казахстані, лютневою та жовтневою революціями, громадянською війною, встановленням радянської влади, колективізацією. Брав участь у національно-визвольному русі «Алаш».
Коли з приходом більшовиків до влади мова пішла про руйнування традиційного укладу життя казахів, Шакар дивувався: заради чого, в ім'я чого і задля чого руйнувати, а що натомість? Адже запропоновані речі не мали нічого спільного з багатовіковими національними цінностями казахського народу. Тому він соціалістичну ідеологію й не прийняв. Він також всіма фібрами душі не сприймав державу, що побудована на силі. І в цих умовах поет мав писати вірші й оспівувати новий лад. Він вирішив піти з такого суспільства.
З 1922 року Шакар жив у містечку Шакпан в горах Чінгістау у цілковитій самотності. 2 жовтня 1931 він був потайки без суду і слідства розстріляний. Великий талант, великий учений на довгі роки був забутий. Незважаючи на те, що прокуратура колишнього СРСР рішенням від 29 грудня 1958 реабілітувала Шакаріма за відсутністю складу злочину, заборона на творчість поета, якого звинувачували у «буржуазному націоналізмі» та інших безглуздих гріхах, тривала.
За життя Шакаріма були надруковані такі його книги як «Дзеркало казахів», поеми «Калкаман-Мамир» і «Енлік-Кебек». Окремі вірші, статті, есе були опубліковані в 1913-1924 роках в журналах «Абай», «Айкап», «Шолпан», в газеті «Казах». «Абай» і «Шолпан» надрукували його переклади з Хафіза і поему Фізулі «Лейлі і Меджнун». Поетичний переклад «Дубровського» і «Заметілі» О. С. Пушкіна були опубліковані у 1936 році в Алмати у журналі «Едебіет майдани».
Завдяки старанням відомого казахського письменника і літературознавця Мухтара Магауїна, який зібрав з розрізнених джерел і опублікував у 1973 та 1988 роках спадщину Шакаріма, творчість поета і філософа повернулася казахському народу. У 1989 році побачив світ повноцінний збірник мислителя під загальним керівництвом відомого вченого Мухаммедрахіма Жармухаммед-ули. Перша академічна біографія Шакаріма була написана видатним літературознавцем Шамшіябану Сатпаєвою. Пізніше російськомовний казахстанський поет Бахитжан Канап'янов переклав деякі вірші Шакаріма і написав сценарій до фільму "Остання осінь Шакаріма2, знятого на кіностудії «Казахфільм» у 1992 році.
У 2008 році відомий казахський прозаїк, творець і головний редактор журналу «Аманат», президент міжнародного клубу Абая Роллан Сейсенбаєв презентував новий тритомник Шакаріма. Перший том творів Шакаріма увібрав в себе лірику поета-філософа, яка відображає погляди мислителя на духовне пізнання світу. У другій книзі зібрані поеми та проза. Третя книга — це архів відомостей і фактів про життєвий шлях, творчу діяльність Шакаріма та відомості щодо його нащадків  [Архівовано 29 лютого 2012 у Wayback Machine.].

## Пам'ять

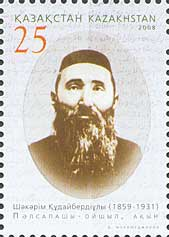
Поштова марка Казахстану на честь Кудайбердієва, 2008

- У 2008 році була випущена поштова марка Казахстану, присвячена Кудайбердієву.
- Його ім'ям названо Семипалатинський державний університет імені Шакаріма.
- На відзначення 150-річчя поета 2008 рік був оголошений «Роком Шакаріма». У Семипалатинську відбулася міжнародна науково-практична конференція «Творчість Шакаріма в контексті казахської та світової культури». На науковому форумі відбулося відразу кілька презентацій — енциклопедії «Шакарім», багатотомної наукової серії «Питання шакарімознавства» та документального фільму «Земля Шакаріма». У центральному парку міста було встановлено пам'ятник Шакаріма скульптора Ш. І. Валіханова[1].